# Almacenamiento de datos digitales en ADN
El almacenamiento de datos digitales en ADN es un método de codificación y decodificación de datos binarios hacia y desde cadenas sintetizadas de ácido desoxirribonucleico. A diferencia del almacenamiento de datos en forma binaria como cadenas de bits (con dos estados posibles, 0 y 1), existen cuatro estados posibles: adenina (A), guanina (G), citosina (C) y timina (T).
El uso del ADN para el almacenamiento de datos digitales ofrece una serie de ventajas como su alta estabilidad, su sencillo mantenimiento y su alta densidad de almacenamiento, pero su uso está todavía notablemente restringido por una serie de limitaciones como el alto coste o los tiempos de lectura y escritura de datos —sensiblemente más lentos que los métodos utilizados actualmente—, o la vulnerabilidad de mutaciones. Sin embargo, el precio de la lectura de ADN se ha reducido considerablemente en los próximos años y se espera que la tendencia continúe en el futuro. De igual forma, actualmente se están desarrollando nuevas aplicaciones tecnológicas para poder escribir la información a almacenar de forma paralela en múltiples moléculas.

## ADN de las cosas
El concepto de ADN de las cosas (AdC) fue introducido en 2019 por científicos israelíes y suizos, incluyendo Yaniv Erlich y Robert Grass. Este consiste en codificar datos digitales en moléculas de ADN, que posteriormente son incorporadas a objetos cotidianos, de forma que puedan tener su propio proyecto, como si de organismos biológicos se tratase.